# (119070) 2001 KP77
(119070) 2001 KP77 est un objet transneptunien en résonance 4:7 avec Neptune.

## Caractéristiques
(119070) 2001 KP77 mesure environ 120 km de diamètre.

## Orbite
L'orbite de 2001 KP77 possède un demi-grand axe de 43,568 ua et une période orbitale d'environ 288 ans. Son périhélie l'amène à 36,028 ua du Soleil et son aphélie l'en éloigne de 51,107 ua. Il possède une résonance 4:7 avec Neptune.

## Découverte
(119070) 2001 KP77 a été découvert le 23 mai 2001.